# Paulo do Rio Branco da Silva Paranhos

a Compétitions nationales et continentales officielles uniquement.

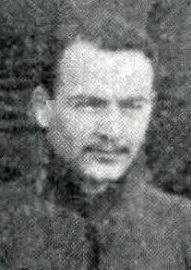
Paulo do Rio Branco da Silva Paranhos, arrière brésilien du Stade français en 1899.

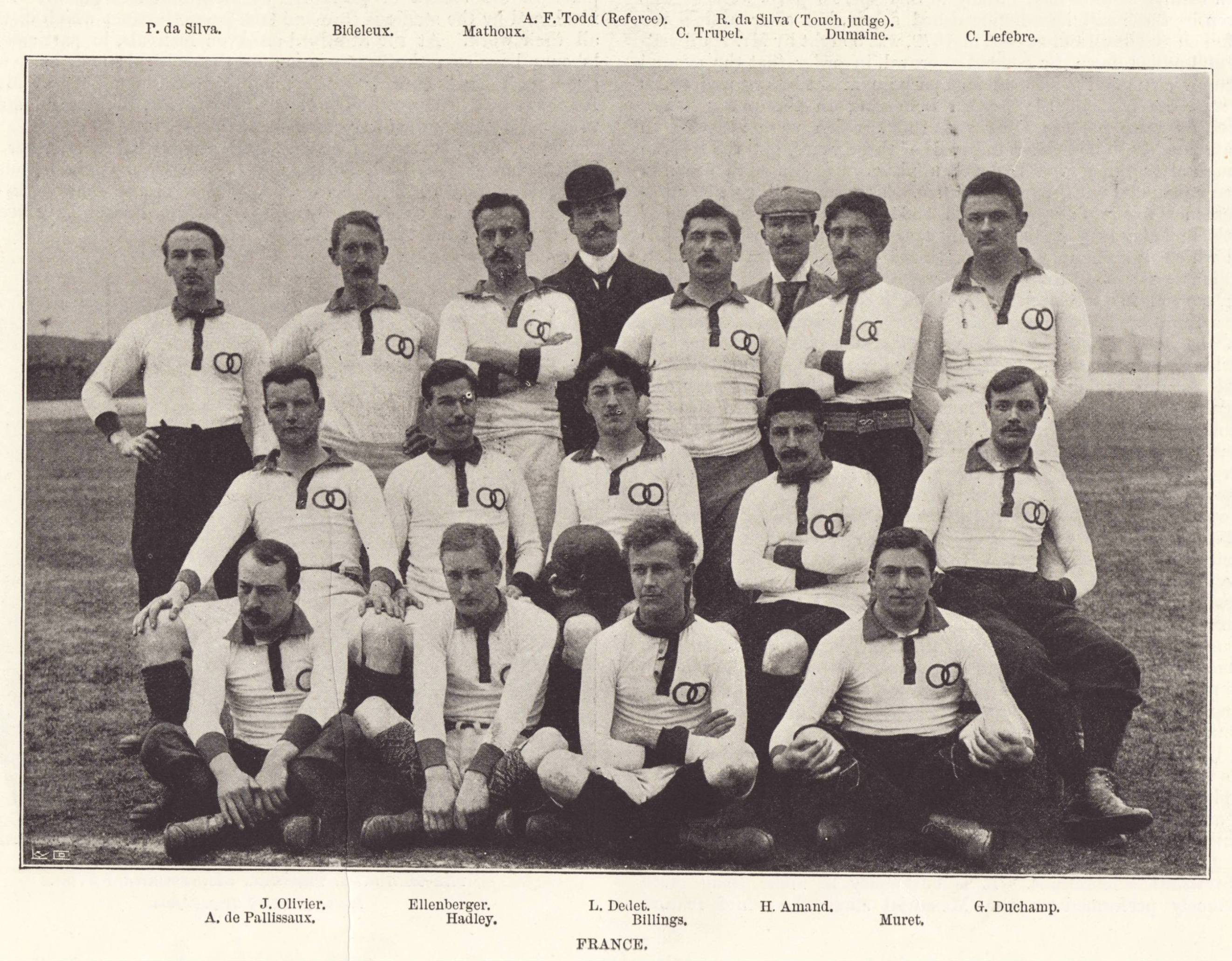
Match France-Écosse en 1896: Paulo est en haut à gauche, et son frère aîné Raul (né en 1873, également joueur au Stade français en 1896) est alors juge de touche (3e en partant de la droite) (pas de sélection officielle, la fédération française n'existant pas).

Paulo do Rio Branco da Silva Paranhos, né le 10 juillet 1876 à Paris et mort le 14 février 1927 à Suresnes, est un médecin et joueur brésilien de rugby à XV en France. Interne des hôpitaux de Paris jusqu'en 1912, il a évolué au Stade français avec qui il gagne 6 titres de Champion de France à la fin du XIXe siècle tout en menant de pair des études de médecine à la Faculté de Paris (Hôpital Lariboisière).

## Biographie
Paulo do Rio Branco da Silva Paranhos est l'un des deux fils du diplomate José Maria da Silva Paranhos Júnior (baron) et d'une danseuse belge (Marie Philomène Stevens, devenue son épouse en 1889 et décédée en 1898).
Il commence, alors avec son frère aîné, au poste de talonneur (à sa 1re finale[Quoi ?]) avant de se fixer définitivement à celui d'arrière. En 1912, achevant son internat pour les Hôpitaux de Paris, il écrit une thèse de chirurgie intitulée Essai sur l'anatomie et la médecine opératoire du tronc cœliaque.
Le vendredi 31 juillet 1914 à 21 h 40, Jean Jaurès est assassiné au Café du Croissant. Amédée Dunois, homme politique de gauche, journaliste, avocat et ami du parlementaire socialiste qui est présent à ses côtés ce soir-ci, cherche alors, en urgence, un médecin pour permettre d'apporter rapidement les premiers soins à Jean Jaurès. Paulo do Rio Branco da Silva Paranhos arrive quelques minutes après l'assassinat. Ne pouvant prodiguer les premiers soins à Jean Jaurès après un constat alarmant sur l'hématome intracérébral formé, il annonce, après plusieurs tentatives de prise de pouls, la mort officielle du député socialiste.
Durant la Première Guerre mondiale, il est le médecin-chef de l'hôpital-ambulance auxiliaire no 520 franco-brésilienne de la rue de la Pompe (Paris), dépendant de l'Association des Dames françaises, ouvert du 13 avril 1917 au 16 janvier 1919 (439 hospitalisés pour 11 813 journées d'hospitalisation), assisté de deux autres médecins brésiliens. Il y effectue son service militaire civil du 29 mai 1917 au 1er novembre 1918.
Il est enterré au Père Lachaise (92e division) le 17 février 1927,.

## Palmarès
- Participation à la campagne internationale du Stade français en 1894 (première victoire d'une équipe continentale contre une équipe britannique, à Rosslyn Park)[7]
- Joueur de la sélection française en 1896
- Champion de France à 6 reprises avec le Stade français, en 1893 (à 17 ans), 1894, 1895, 1897, 1898 et 1901
- Vice-champion de France en 1896 et 1899

## Distinction
- Chevalier de la Légion d'honneur